# Конопляново (Ивановская область)
Конопля́ново — деревня в Палехском районе Ивановской области. Относится к Майдаковскому сельскому поселению, в 1 км к северу от Майдакова. Улицы Завражная и Полевая.

## Население
| 1859 | 1905 | 2010 |
| ---- | ---- | ---- |
| 102  | ↘66  | ↘59  |